# Suchomimus
 Suchomimus  („Krokodilsnachahmer“) war eine Gattung von theropoden Dinosauriern.
Der zu den Spinosauriden gestellte Suchomimus lebte in der unteren Kreidezeit (Aptium) im nördlichen Afrika. Im Jahr 1998 beschrieb der Paläontologe Paul Sereno mit seinem Team ein fast vollständiges Skelett dieses Raubsauriers.

## Allgemeines
Suchomimus war zwischen zehn und elf Meter lang und ging auf zwei Beinen. Experten gehen davon aus, dass Suchomimus mit Spinosaurus verwandt ist.
Ähnlich diesem hatte Suchomimus verlängerte Spinalfortsätze der Rückenwirbel, die über dem Becken am stärksten ausgeprägt waren, allerdings waren diese bei weitem nicht so lang wie bei Spinosaurus. Da diese Wirbelfortsätze sehr breit und kräftig waren, dienten sie höchstwahrscheinlich als Ansatzstellen für die Rückenmuskulatur.

## Ernährung
Suchomimus wird aufgrund seines Schädels für einen Dinosaurier gehalten, der neben Fleisch auch Fisch verspeiste. Sein Schädel mit der für einen großen Theropoden ungewöhnlich langen und schmalen Schnauze erlaubte das schnelle Fortkommen im Wasser und die kegelförmigen spitzen Zähne eigneten sich eher zum Festhalten kleiner zappelnder Beutetiere als zum Zerschneiden von Fleisch großer Tiere.
Die 30 cm langen gekrümmten Daumenkrallen verwendete er möglicherweise ähnlich wie Grizzlybären ihre Krallen beim Fang von Lachsen einsetzen, um große Fische zu erbeuten.